# Carcinops viridicollis
Carcinops viridicollis är en skalbaggsart som beskrevs av Sylvain Auguste de Marseul 1855. Carcinops viridicollis ingår i släktet Carcinops och familjen stumpbaggar. Inga underarter finns listade i Catalogue of Life.